# Trigueros del Valle
Trigueros del Valle es un municipio y localidad española de la provincia de Valladolid, en la comunidad autónoma de Castilla y León. El término municipal, ubicado en la comarca de la Campiña del Pisuerga, tiene una población de 314 habitantes (INE 2024).

## Geografía
Situado a 11 km al noreste de Cigales y a 27 km de la capital provincial, se encuentra situado en un valle caracterizado por los trigales, siendo éstos los que dieron nombre al municipio[cita requerida]. Presenta una morfología de casas de piedra y adobe al pie de una fortaleza tardomedieval, el castillo de Trigueros del Valle. Se adscribe enológicamente a la Denominación de Origen de Cigales, siendo esta localidad su cabeza de comarca.
El término municipal está atravesado por la autovía de Castilla A-62 entre los pK 106 y 108, además de por las carreteras provinciales VA-900, que permite la comunicación con Cigales, y la VA-903, que conecta con Quintanilla de Trigueros. 
El relieve del municipio es predominantemente llano, sobre todo en las cercanías del canal de Castilla, que hace de límite con Corcos. Al noroeste se alza alguna zona más elevada y arbolada (El Chamorro, a 856 m). La altitud oscila entre los 856 m y los 714 m. El pueblo se alza a 755 m sobre el nivel del mar. 
| Noroeste: Ampudia (Palencia) | Norte: Quintanilla de Trigueros | Noreste: Quintanilla de Trigueros |
| Oeste: Corcos                |                                 | Este: Cubillas de Santa Marta     |
| Suroeste: Corcos             | Sur: Corcos                     | Sureste: Corcos                   |

## Historia
Las primeras referencias documentales sobre Trigueros del Valle datan del siglo XI como lugar de behetría, recibiendo un fuero en 1092 por parte de la condesa Ildonza González, madre de la condesa Eylo, mujer del conde Ansúrez. El conde Ansúrez también estuvo vinculado a la villa, pues ya en 1084 habría adquirido diversos bienes, entre ellos el desaparecido monasterio de San Tirso, donado poco después al abad de la colegiata de Santa María la Mayor de Valladolid. Años después, en 1119, se menciona otro monasterio dedicado a Santa María, que fue cedido por los herederos del conde Ansúrez al de San Zoilo de Sahagún.
El germen de la actual población, que contaría con una primitiva fortaleza defensiva, se encontraría en lo alto del cerro hoy presidido por la ermita de Nuestra Señora del Castillo, que conserva un arco de herradura de estilo mozárabe (siglo X). Sin embargo, alejada ya la amenaza musulmana, el primitivo núcleo de Trigueros, se trasladó desde su primer emplazamiento en lo alto de la loma hasta asentarse en una zona más llana, en pleno valle, con mejor acceso al agua y a las tierras de cultivos. Sería en estas fechas, a finales del siglo XII, cuando fue levantada su nueva iglesia parroquial de San Miguel, de estilo románico. 
En 1427, convertida ya en un señorío en manos de la familia Robles, Fernán Alfonso de Robles fundó un mayorazgo con facultad real de Juan II, en el que se incluía todo el valle de Trigueros, conocido como Valdetrigueros. Pese a ello, ese mismo año, Fernán fue encarcelado en el castillo de Uceda, donde fue ejecutado tres años más tarde por haber traicionado al valido real, el condestable Álvaro de Luna, votando a favor de su destierro.
Heredó el señorío su hijo Juan de Robles, quien, no obstante, profesó como monje en el convento de San Benito de Valladolid, por lo que fue sucedido por su hermano Gutierre de Robles, III señor de Valdetrigueros. Gutierre, junto a su mujer, María de Guevara, realizaron importantes obras en el castillo, por lo que sus escudos pueden verse sobre la puerta, junto a la fecha: 1453. Asimismo, en 1469, ejecutaron la ampliación de la iglesia parroquial de San Miguel, mandando construir el crucero, donde se encuentran las capillas funerarias donde fueron enterrados. En 1464, realizó un trueque con Pedro Girón, maestre de Calatrava, para adquirir la aldea de los Santos, ubicada junto al camino real de Valladolid, por lo que contaba con una importante venta.
El despotismo de los señores de Trigueros provocó el asalto del castillo por parte de los vecinos el 16 de enero de 1521, al calor de la revuelta antiseñorial que se produjo durante la Guerra de las Comunidades. Pese a ello, poco después, el castillo fue recuperado por su señor, en esos momentos Gutierre de Robles Bazán, V señor de Valdetrigueros.
Tras su fallecimiento, el señorío fue heredado sucesivamente por sus hijos, que mueren sin sucesión: Fernando de Robles, VI señor de Valdetrigueros; Gutierre de Robles, VII señor de Valdetrigueros, casado con María de Guzmán y Acuña y, finalmente, su hermana Juana Enríquez de Robles, casada con el hermano de su cuñada María, Pedro de Guzmán y Acuña, ambos hijos de Rodrigo de Guzmán, III señor de La Algaba, y de Leonor de Acuña, hija de Lope Vázquez de Acuña, II conde de Buendía.
Finalmente, a finales del siglo XVI, el señorío recayó sobre Juana de Guzmán y Robles, XI señora de Valdetrigueros, quien contrajo matrimonio en 1593 con Fernando Pérez de Luján, integrándose el señorío de Valdetrigueros en este linaje importante linaje madrileño. Sus descendientes recibieron el título de condes de Castroponce, título otorgado por Carlos II en 1670 a favor de Fernando de Luján Robles y Guzmán. Los señoríos y mayorazgos aglutinados por este linaje, no obstante, se disgregaron en 1814 tras la muerte sin sucesión de María Casimira de Luján, IV condesa de Castroponce, vizcondesa de Santa Marta y marquesa viuda de Alcañices, al haber contraído matrimonio con Manuel Juan Osorio, XV marqués de Alcañices.  
Con las reformas liberales del siglo XIX, suprimidos los señoríos jurisdiccionales, se constituyó en ayuntamiento constitucional en 1835. Hasta la reforma de la nomenclatura municipal de 1916 el municipio se llamaba simplemente Trigueros. En dicha fecha su nombre fue modificado por el de Trigueros del Valle.

## Demografía
Cuenta con una población de 314 habitantes (INE 2024).
| Gráfica de evolución demográfica de Trigueros del Valle entre 1842 y 2021 |
| |
| Población de derecho según los censos de población del INE Población de hecho según los censos de población del INEEn estos censos se denominaba Trigueros: 1842, 1857, 1860, 1877, 1887, 1897, 1900 y 1910 |

## Patrimonio

### Castillo

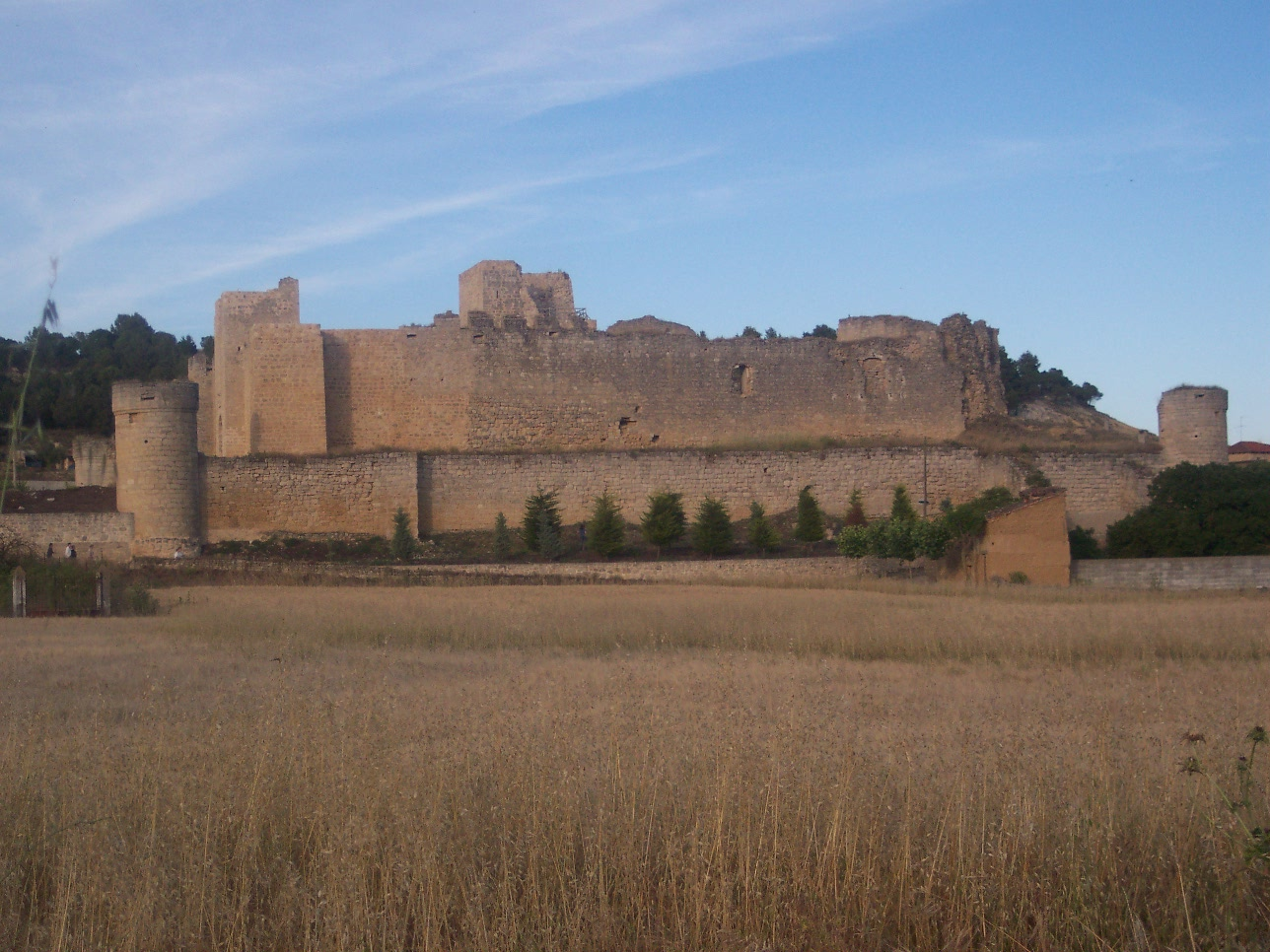
Castillo de Trigueros del Valle

El castillo de Trigueros del Valle, perteneciente a la familia de nobles Robles y Guebara que, si bien los habitantes de Trigueros lo llaman "la Fortaleza", fue levantado en el siglo XV, ocupa un cuadrado con dos recintos fortificados, en el que se puede apreciar las caballerizas, así como varios cubos, parte de los muros de la Torre del Homenaje y la Puerta de entrada al mismo. Merece la pena adentrarse por esa puerta y poder descubrir lo que sus muros todavía conservan.

### Iglesia de San Miguel Arcángel

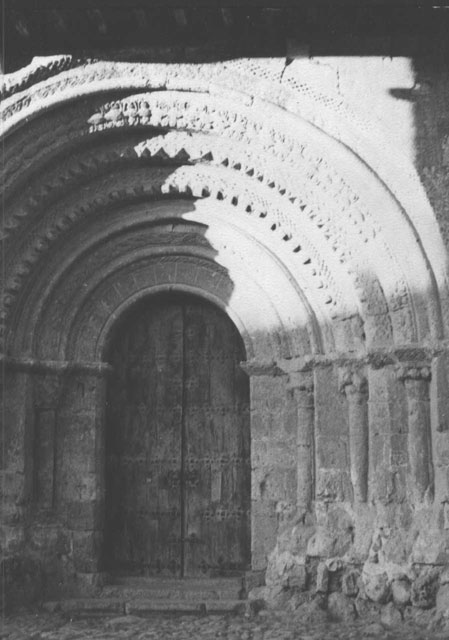
Portada de la iglesia.

Ya en el centro del pueblo se puede ver la iglesia de San Miguel Arcángel. Se trata de un templo románico tardío, ejecutado en dos fases a finales del siglo XII, de una sola nave, con bóveda de cañón sobre arcos fajones ligeramente apuntados.
Posteriormente, a finales del siglo XV, se le añadieron dos capillas laterales a ambos lados del presbiterio, con bóvedas de tracería gótica muy tardía, para albergar los sepulcros de los señores del castillo vecino, los Robres de Guevara, cuyas estatuas yacentes se conservan aún en sus arcosolios.
En una tercera gran reforma, del siglo XVIII, se adosó una nave lateral norte con grandes arcos de comunicación tanto con la nave primigenia como con la capilla lateral norte y se re levantó la torre medieval de los pies formando el campanario actual. En un momento no determinado, se sustituyó el conjunto de cubiertas independientes por una sola que abarcaba nave románica, capillas y nave lateral, alterándose incluso la posición de la cumbrera, dejando ocultas las cornisas románicas y provocando con sus apoyos la ruina de las bóvedas medievales.

### Ermita de Nuestra Señora la Virgen del Castillo

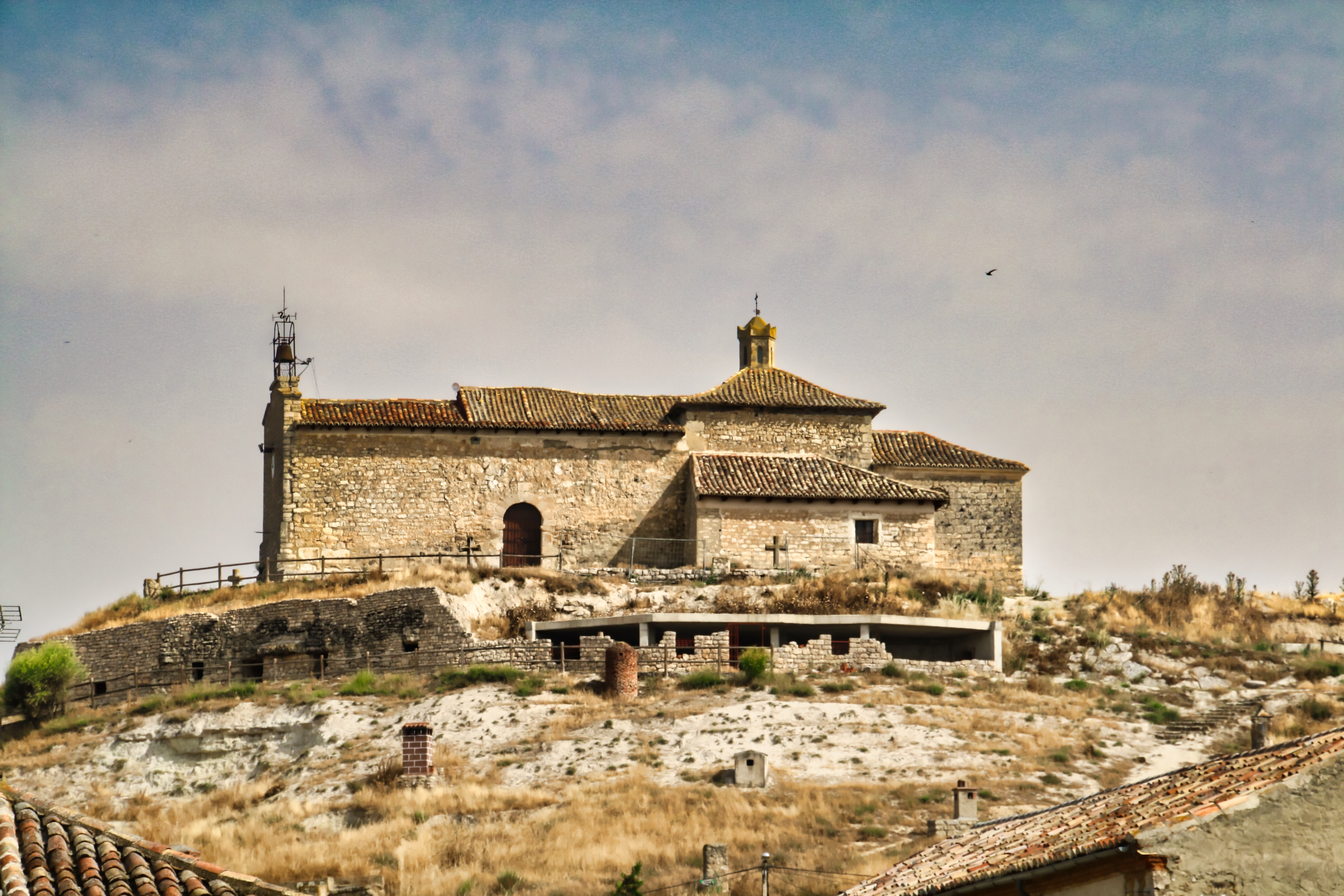
Ermita de Nuestra Señora la Virgen del Castillo

Y por último, en lo que se refiere a edificios de interés, está su ermita de Nuestra Señora la Virgen del Castillo, conocida por la gente del lugar como "el Castillo". Ocupa la parte más alta del pueblo y se asienta sobre un alcor horadado de cuevas, que originalmente fueron eremitorios medievales excavados en las margas de la ladera y estuvieron habitadas hasta mediados del pasado siglo. La advocación de la ermita indica que fue un lugar fuerte, donde primitivamente estuvo el castillo, y a ello apunta también el aspecto amurallado del cerro. El arco de entrada, con forma de herradura, es de estilo mozárabe, del siglo X. Sobre la puerta, empotrado en el muro de mampostería, se ve un pequeño relieve decorado con un motivo vegetal. En el mes de julio de 2011 se descubrieron unas pinturas murales al fresco, pertenecientes al gótico lineal del siglo XIII, actualmente en proceso de estudio. En el entorno de la ermita se observan elementos dispersos de un original Vía Crucis de piedra.

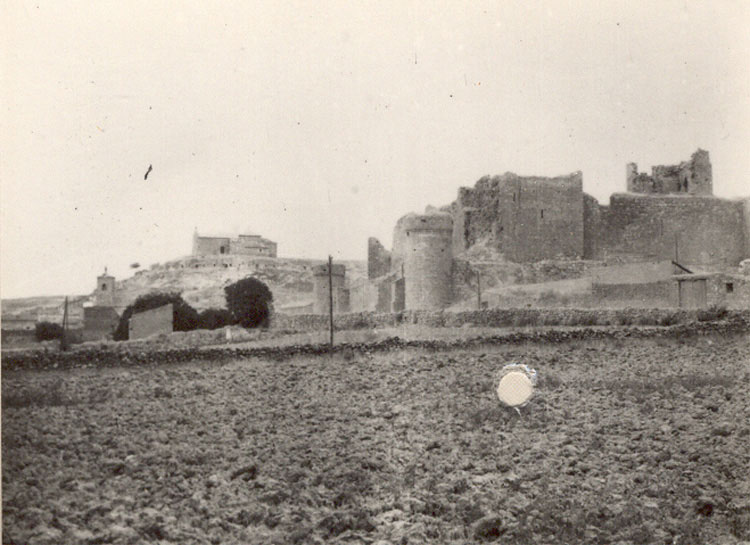
Vista panorámica, mitad del.

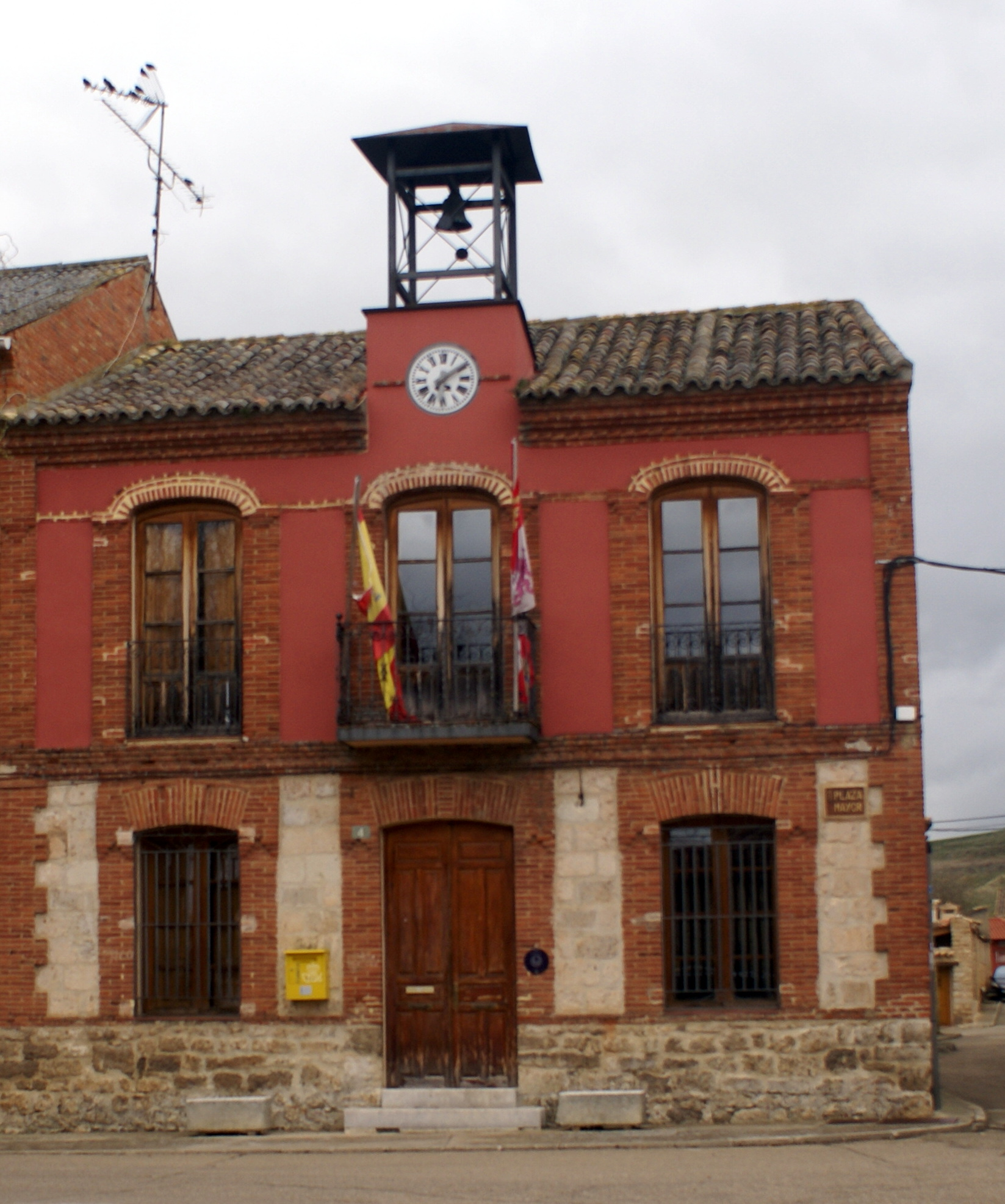
Casa consistorial

### Bodegas
Son de destacar sus bodegas, que elaboran excelentes caldos claretes y tintos, por encontrarse el pueblo en la zona de denominación de origen del vino Cigales.

## Fiestas
- El fin de semana anterior al día de Santiago Apóstol se celebran las fiestas medievales, en torno al 21 y 22 de julio.
- Las fiestas patronales se celebran el primer fin de semana de septiembre en honor a Nuestra Señora del Castillo.
- El 29 de septiembre se festeja el patrón del municipio, San Miguel.